# Terza rotaia

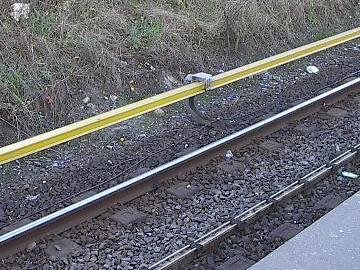
Terza rotaia della metropolitana di Amsterdam

Il termine terza rotaia si riferisce a un sistema utilizzato per fornire energia elettrica ai veicoli ferroviari, utilizzato spesso nelle metropolitane.
La terza rotaia viene utilizzata anche su ferrovie ordinarie, sia nei servizi suburbani che su linee minori a carattere turistico.

## Storia
I sistemi a terza rotaia sono, assieme alle batterie, uno dei più vecchi metodi per alimentare elettricamente i treni. Un treno elettrico sperimentale che utilizzava questo metodo fu sviluppato dalla ditta tedesca Siemens & Halske e presentato all'Esposizione di Berlino del 1879. I sistemi con terza rotaia iniziarono ad essere utilizzati nei mezzi di trasporto pubblico negli anni 1880, nei tram e nelle ferrovie. Nel 1890 venne aperta la prima metropolitana elettrica del mondo, quella di Londra, che funzionava con il metodo della terza rotaia. Il 16 ottobre del 1901 ebbe inizio l'esercizio a corrente continua a 650 V, a terza rotaia, sulla linea Milano-Varese della Rete Mediterranea e furono attrezzati i binari di testa dell'allora stazione centrale di Milano, poi diventata Milano Porta Nuova. In Italia la terza rotaia fu utilizzata nel primo tratto della Bolzano-Caldaro in quanto il sistema di elettrificazione era incompatibile nella tratta fino a Ponte Adige con quello adottato sulla Bolzano-Merano.
Sistemi di alimentazione a terza rotaia sono stati brevettati da diversi inventori, fra i quali Thomas Edison nel 1882 e Granville Woods nel 1901.

## Aspetti tecnici

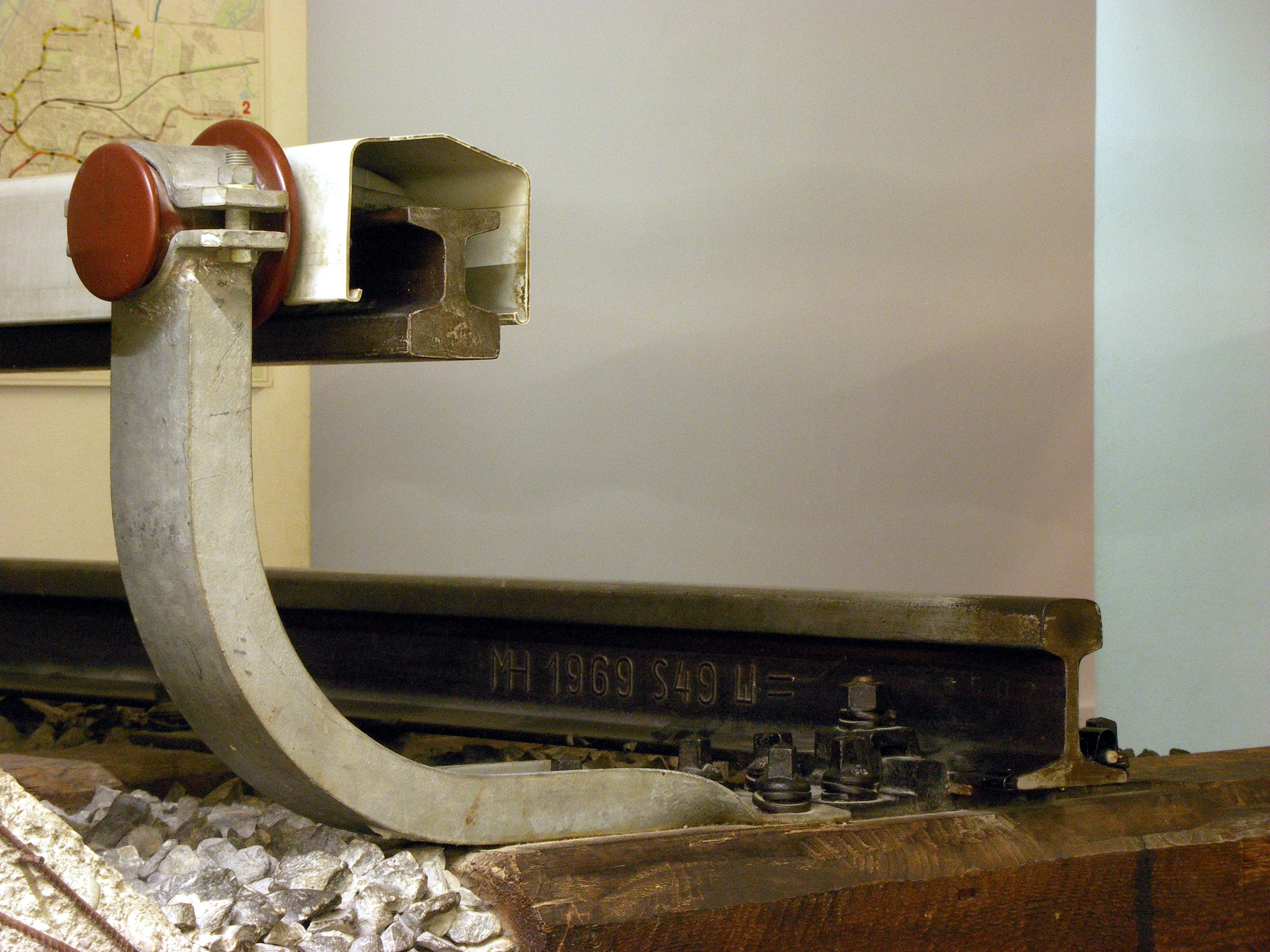
Sistema di isolamento dalla metropolitana di Monaco

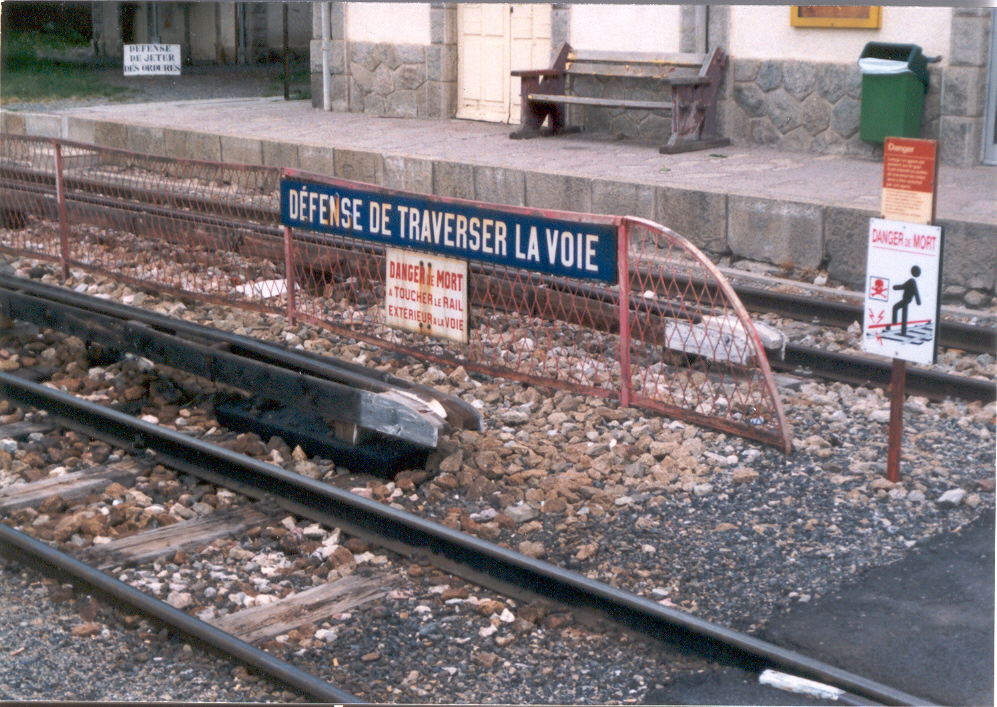
Cartelli che indicano il pericolo

La terza rotaia è situata in mezzo o di fianco alle due rotaie su cui transita il treno. Il treno forma un contatto elettrico con la rotaia mediante un pattino che striscia o una ruota laterale che gira su di essa. Spesso la terza rotaia è coperta da un isolante per proteggere eventuali lavoratori sui binari; in questo caso il pattino dei treni è progettato in modo da strisciare sulla superficie laterale o inferiore della rotaia, consentendo così l'utilizzo della copertura isolante sulla superficie superiore.
La terza rotaia è un'alternativa alle linee aeree di contatto dalle quali i treni prelevano l'energia tramite pantografi. Rispetto a queste presenta alcuni vantaggi, tra cui quello di accettare una sagoma limite ridotta in altezza rispetto ai sistemi a linea aerea; ciò rende possibile un consistente risparmio nei costi di costruzione, soprattutto nel caso di linee con frequenti gallerie. Risulta anche più economico l'impianto globale per la maggior semplicità non richiedendo palificazioni, catenarie e sistemi di tesatura del filo. Inoltre permette senza eccessivi problemi anche il prelievo di fortissime correnti istantanee, cosa importante nel caso di traffico elevato come nelle metropolitane e suburbane.
Tra gli svantaggi, uno importante è la frequente interruzione della linea di alimentazione per la presenza frequente di passaggi a livello, scambi, e per la pericolosità nei depositi locomotive ed officine data la presenza della tensione elevata ad altezza d'uomo. Non è inoltre adatto per le alte velocità, a causa della tensione massima d'esercizio troppo bassa (solitamente i sistemi a terza rotaia possono supportare un massimo di 750-1000 V, contro i 25000 V necessari per una linea AV). Alcune linee sono in parte a terza rotaia ed in parte a linea aerea ed i mezzi che le percorrono sono dotati sia di pattino che di pantografo (è il caso, ad esempio, della linea M1 della metropolitana di Milano, della linea 51 della metropolitana di Amsterdam, della metropolitana di Rotterdam, o della linea Blu di quella di Boston).
Come con le linee aeree, la corrente di ritorno scorre su una o entrambe le rotaie dove corre il treno. Nuovi treni per trasporto pubblico cittadino tecnologicamente avanzati viaggiano su pneumatici (ad esempio i convogli MP 05), come avviene su alcune linee della metropolitana di Parigi; in questo caso è necessaria una quarta rotaia per la corrente di ritorno. Questo sistema con quattro rotaie ha alcuni vantaggi e viene utilizzato quindi anche da linee con treni a ruote metalliche, fra cui la metropolitana di Londra e la linea M1 di Milano.
Un metodo per ridurre le perdite di corrente è quello di rivestire la rotaia in alluminio, che conduce meglio l'elettricità dell'acciaio con cui è fatta la rotaia. Dato che l'alluminio ha un coefficiente di dilatazione termica diverso dall'acciaio, l'alluminio deve essere applicato su entrambi i lati e deve essere rivettato ad intervalli frequenti.